# Vladimir Brčkov
Vladimir Brčkov (en macédonien : Владо Илиевски), né le 29 décembre 1989, à Veles, est un joueur macédonien de basket-ball. Il évolue au poste d'ailier.